# Båstad (plaats)

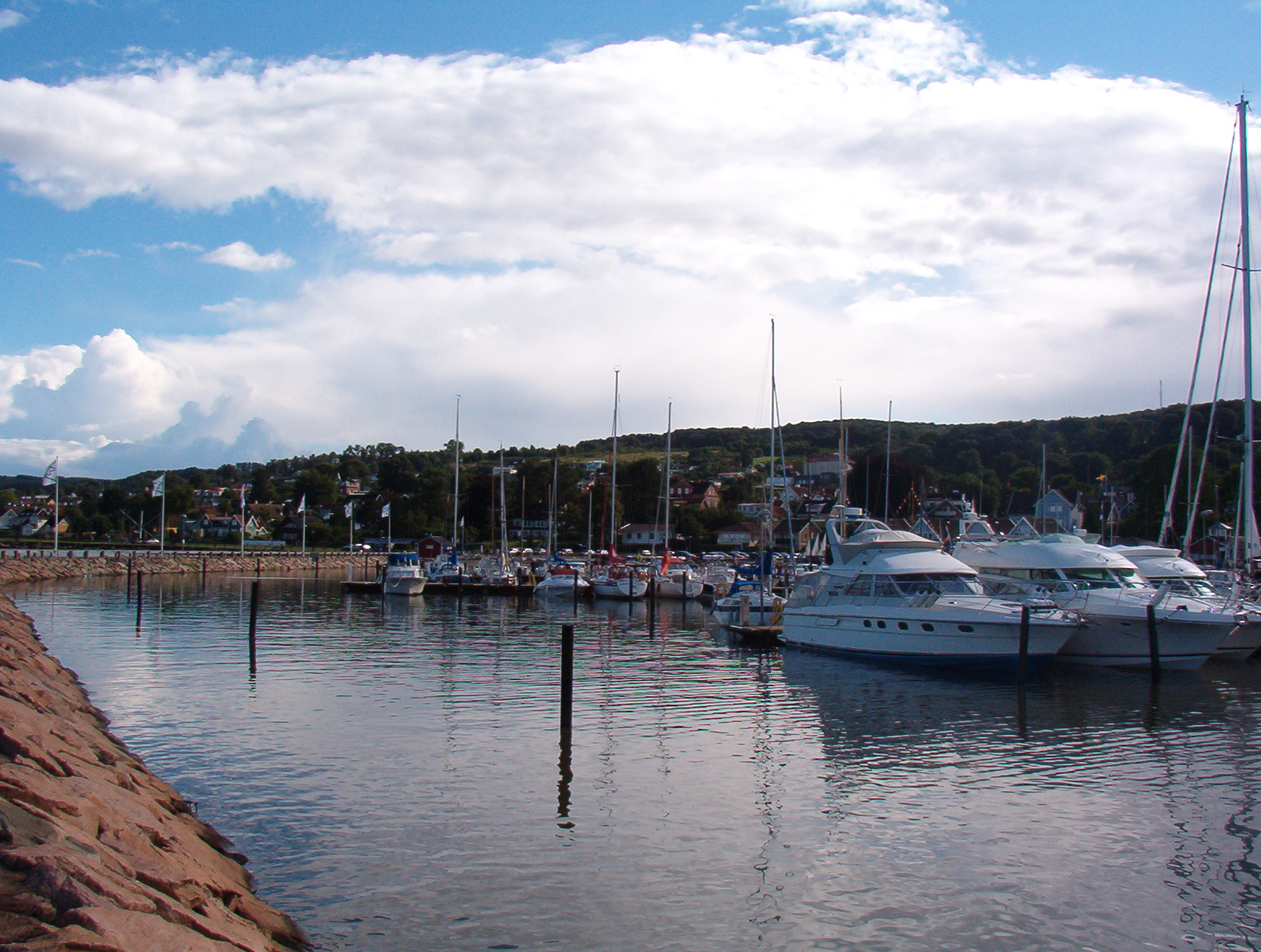
De haven in Båstad met op de achtergrond de Hallandåsen

Båstad is de hoofdplaats van de gemeente Båstad. Båstad ligt in het noordwesten van het landschap Skåne en de provincie Skåne län en in het zuiden van het landschap Halland in Zweden. De plaats heeft 4.793 inwoners (2005) en een oppervlakte van 626 hectare.
Båstad ligt aan de baai van Laholm en voor een groot deel op het schiereiland Bjäre. Landinwaarts ziet men de heuvels van de Hallandsåsen liggen en men kan vanuit Båstad zowel landbouwgrond als bos op deze heuvelrug zien liggen. Er zijn een jachthaven en verschillende stranden aan zee waar men kan zwemmen in Båstad te vinden.
Båstad kreeg haar eerste stadsrechten in de 14de of 15de eeuw toen het nog bij Denemarken hoorde later verloor het deze stadsrechten weer. In de plaats staat de kerk Mariekyrkan, de oudste delen van deze kerk stammen uit de 15de eeuw.
Sinds 1948 worden in Båstad in het Båstad Tennisstadion elk jaar begin juli de Zweedse open tenniskampioenschappen gehouden, dit is tegelijkertijd ook een ATP Tour 250 toernooi. Deze tenniswedstrijd trekt jaarlijks circa 20.000 bezoekers en in het tennisstadion zelf is plaats voor zo'n 6000 toeschouwers per wedstrijd.

## Verkeer en vervoer
Bij de plaats loopt de Länsväg 115.
De plaats heeft een station aan de spoorlijn Göteborg - Malmö, die loopt van Göteborg naar Lund.

## Geboren in Båstad
- Carl Adolph Agardh, Zweeds botanicus

Båstad · Förslöv · Torekov · Grevie · Östra Karup · Västra Karup · Rammsjöstrand · Eskilstorp en Hemmeslövs gård · Kattvik · Killebäckstorp · Axelstorp